# Curuzú Cuatiá
Curuzú Cuatiá est une ville de la province de Corrientes, en Argentine, et le chef-lieu du département homonyme. Elle est située dans la partie méridionale de la province.

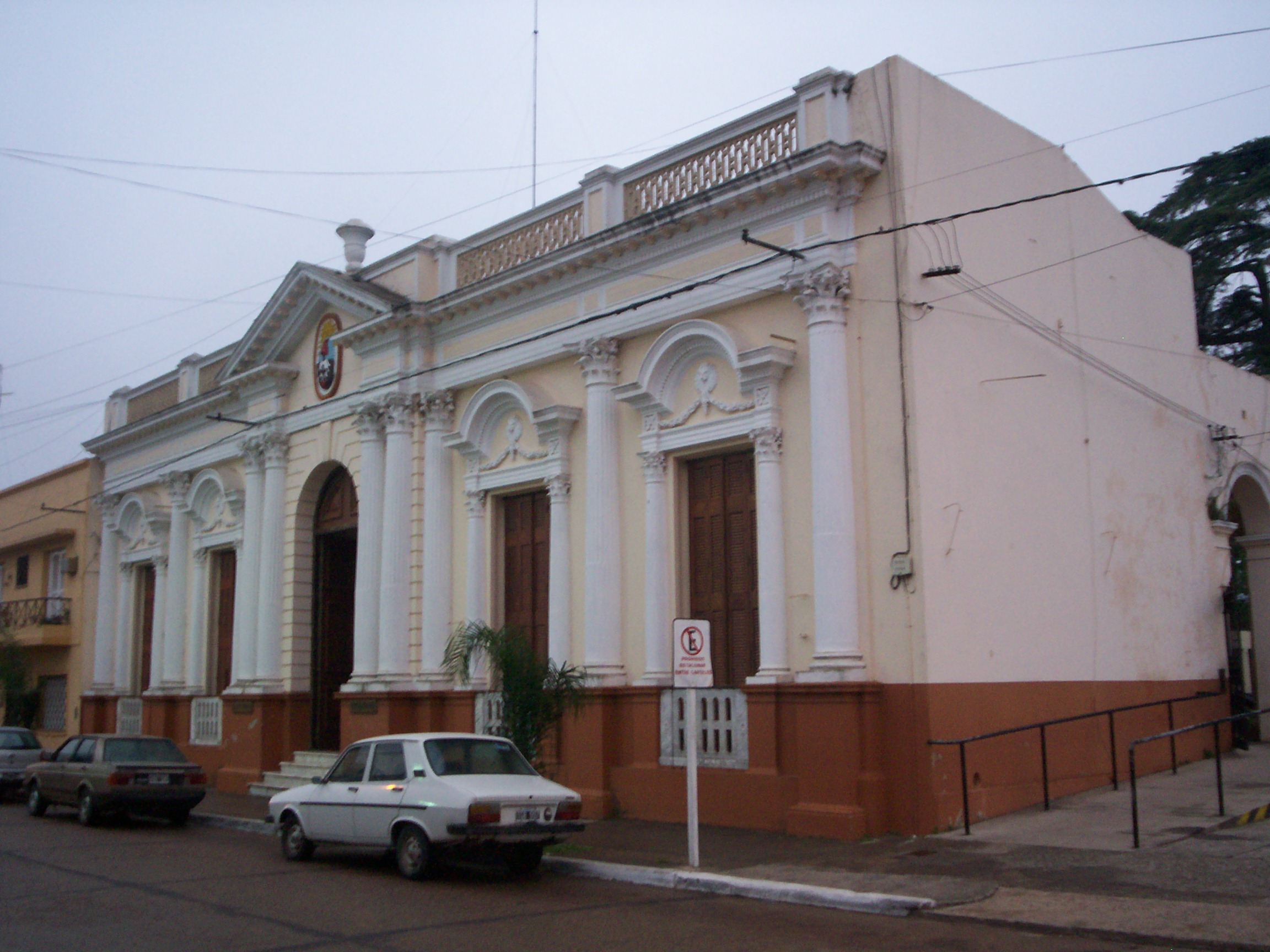

Elle se situe sur un nœud ferroviaire et routier (route nationale 119 et provinciale 126). Son nom est un mélange d'influence guarani et espagnole pour définir un lieu de croisement de voies de communications (Curuzú se rapproche de Cruz, la croix en espagnol).